# Прокуратор
Прокура́тор (от лат. procurator — «заведующий, управляющий») — в Древнем Риме название управителя вообще. Исторически так называли слуг, управляющих господскими имениями, затем, с появлением одноимённой государственной должности — высокопоставленных чиновников, заведующих той или иной частью императорского имущества и управляющих провинциями.

## История появления должности
Изначально прокураторами называли управляющих имуществом, имением и т. п. (vilicus) Такие прокураторы были доверенными лицами господин (dominus), вели от его имени дела с другими, управляли сельскими и прочими работами. Прокураторами были или свободные, или любимые рабы: в последнем случае при продаже имения прокуратор мог переходить вместе с имуществом к покупщику (покупателю). 
Должность прокуратора как государственного чиновника создалась с введением Августовой конституции. Принцепс, стоявший во главе администрации, разделил разнородные обязанности государственной службы между особыми чиновниками, которые носили название префектов (praefecti) и прокураторов (procuratores Caesaris). Это были собственно слуги императора с представительной властью, на которых были возложены специальные служебные обязанности (ministeria principalus). Первоначально они назначались из рабов или вольноотпущенников и занимали при особе императора должности секретарей (a libellis) и казначеев (a rationibus).
Постепенно, с расширением императорской власти, обязанности прокураторов приобретали всё большее государственное значение; пост прокуратора стал высоким. Более ответственные прокуратуры предоставлялись всадникам (со времён Адриана); менее важные посты замещались всадниками и вольноотпущенниками. С этого времени прокуратура стала одной из постоянных ступеней всаднической карьеры, тем более, что для сенаторов она была закрыта. За прокуратурой следовала префектура — венец всаднической службы. Прокураторы первоначально заведовали лично имуществом императора и его фиском. Значение прокуратуры поднялось, когда Клавдий приказал считать действительными все распоряжения прокуратора, к которому вскоре отошла судебная компетенция, поскольку это было связано с ведением финансового дела.
По отношению к императору прокуратор был ответственным лицом; он должен был в каждом отдельном случае отдавать отчёт во всех своих действиях, не мог ни продавать императорского имущества, ни передавать его; он был только управляющим, хотя в указанных границах действия его имели силу действий самого императора.

## Разряды прокураторов
Было несколько разрядов прокураторов; большинство их имело отношение к финансовому управлению (procuratores fisci). Чиновники, которые ведали делами фиска в Риме и собирали фискальные налоги, назывались procuratores summarum (sc. rationum) и были из вольноотпущенников; позднее мы находим названия praefectus fisci, praetor fisicalis, rationalis summae rei, disponsator, vilicus summarum. Во главе управления столичным фиском стоял procurator a rationibus (со времени Клавдия). Другой класс прокураторов имел отношение к императорским провинциям; прокураторы последних, подобно квесторам сенатских провинций, заведовали финансовой частью (fiscus provincialis). Для военных целей существовал особый procurator castrensis, который заведовал интендантской частью и уплатой жалованья. Кроме того, особый чиновник заведовал чеканкой денег — procurator monetae. Собирание налогов, установленных для пополнения фиска, производилось также через прокураторов; сюда относились налоги на выморочное имущество (bona caduca), имущество осужденных (bona damnatorum), 5 % налог на наследство и акт отпущения на волю (vicesima manumissionum и hereditatis) и 1 % налог на все товары. Прокураторы, собиравшие налоги, были рассеяны по всей территории Римской империи, где только собирались доходы для фиска. Императорские имения (patrimonium и res privatae) тоже управлялись прокуратором; особые прокураторы заведовали библиотеками, хозяйственной частью, зрелищами и пр.

## Прокураторы — управляющие провинциями
Кроме провинциальных прокураторов, которые имели отношение к фиску и имуществу императора, были ещё procuratores Caesaris pro legato, которые управляли незначительными областями, относившимися к разряду императорских провинций (Каппадокия, Иудея). Эти прокураторы находились в подчинении ближайшего императорского наместника (legatus pro praetore); так, Понтий Пилат был procurator Caesaris pro legato и подчинялся сирийскому наместнику. Из других провинций, которые по временам управлялись прокураторами, известны: Альпы, Реция, Норик, Фракия, Мавретания. Прокуратура давалась на неопределённый срок и оплачивалась жалованьем из казны; так, были procuratores trecenarii, ducenarii, centenarii, то есть получавшие 300 000, 200 000, 100 000 сестерциев. Прокуратор Рима получал больше, чем провинциальный. Внутри прокуратуры существовали известные иерархические ступени, хотя повышение зависело от воли принцепса.

## В современном мире
В Швеции прокуратор — должностное лицо при парламенте.